# Teoria perturbativa (meccanica quantistica)
In meccanica quantistica, la teoria perturbativa (o teoria delle perturbazioni) è un insieme di schemi di approssimazione legati all'omonima teoria matematica usati per descrivere un sistema quantistico complicato in termini di uno più semplice. 
L'idea è cominciare con un sistema semplice, per il quale è nota una soluzione matematica, e aggiungere all'operatore hamiltoniano un termine "perturbativo", che rappresenti un disturbo lieve del sistema. Se la perturbazione non è troppo grande, le varie grandezze fisiche associate al sistema perturbato (ad esempio, i livelli energetici e gli autostati) possono essere espresse come "correzioni" di quelle del sistema semplice. Queste correzioni, poiché piccole rispetto alle grandezze stesse, possono essere calcolate usando metodi approssimati come lo sviluppo asintotico. Il sistema complicato può essere quindi studiato sulla base della conoscenza di quello semplice. Nei fatti, si descrive un sistema complicato senza soluzione per mezzo di un sistema semplice risolvibile.

## Introduzione
La teoria perturbativa è un metodo di calcolo estremamente importante nella fisica moderna in quanto consente di descrivere i sistemi fisici quantistici reali, la cui quasi totalità è descritta da equazioni differenziali altrimenti difficilmente risolvibili in maniera esatta. Il metodo si basa sull'introduzione, nell'hamiltoniana, di una perturbazione, ovvero un potenziale così piccolo da giustificare uno sviluppo in serie di potenze. Ad esempio, aggiungendo un potenziale elettrico perturbativo all'hamiltoniana di un atomo di idrogeno -  per la quale è stata trovata una soluzione esatta - si ottengono delle piccolissime variazioni nelle linee spettrali dell'idrogeno causate proprio dal potenziale perturbativo: questo effetto va sotto il nome di effetto Stark lineare.
Tuttavia, le soluzioni prodotte dalla teoria perturbativa non sono esatte, anche se sono estremamente accurate. Tipicamente i risultati sono espressi in termini di serie di potenze infinite che convergono rapidamente alla soluzione esatta man mano che ci si ferma nello sviluppo ad un ordine sempre più alto. Nella QED, dove l'interazione tra elettrone e fotone è trattata perturbativamente, il calcolo del momento magnetico dell'elettrone è stato determinato in accordo con il dato sperimentale fino all'undicesima cifra decimale. In QED e in altre teorie di campo quantistiche, speciali tecniche di calcolo note come diagrammi di Feynman sono utilizzate per sommare i termini delle serie di potenze.
In certe condizioni, la teoria perturbativa non può essere utilizzata; questo perché il sistema che si vuole descrivere non può essere descritto con l'introduzione di una perturbazione in una situazione ideale libera. In cromodinamica quantistica (QCD), ad esempio, l'interazione tra i quark ed il campo gluonico non può essere trattata perturbativamente a bassa energia a causa del fatto che essa diventa troppo grande. La teoria perturbativa, inoltre, non va bene per descrivere stati che non sono generati con continuità, incluse le condizioni al contorno e i fenomeni collettivi noti come solitoni.
Tra i sistemi che possono essere trattati con la teoria perturbativa vi sono inoltre la struttura fine dell'atomo di idrogeno e degli idrogenoidi, l'effetto Zeeman ed il limite di Paschen-Back. Inoltre, con le tecniche di simulazione moderne, si è in grado di applicare la teoria perturbativa a molti sistemi sempre più complicati, ottenendo delle buone soluzioni numeriche.
A fianco della teoria perturbativa indipendente dal tempo c'è anche la teoria perturbativa dipendente dal tempo, nella quale si considerano sia potenziale sia, soprattutto, soluzioni dipendenti dal tempo. Esistono, infine, altri metodi per ottenere soluzioni approssimate del problema agli autovalori per una data hamiltoniana tra i quali i più importanti sono il metodo variazionale e l'approssimazione WKB.

## Perturbazioni stazionarie
Si considerano perturbazioni stazionarie, analizzando i casi in cui lo spettro sia degenere e non degenere.

### Spettro non degenere
Si consideri un sistema libero, sia cioè:
{\displaystyle H_{0}|n^{(0)}\rangle =E_{n}^{(0)}|n^{(0)}\rangle }
dove |n0〉 è un sistema di autostati, espresso con la notazione bra-ket, ortonormale e completo, ossia tale per cui valgono le identità:
{\displaystyle \sum _{n}|n^{(0)}\rangle \langle n^{(0)}|=1}  (completezza)
{\displaystyle \langle n^{(0)}|k^{(0)}\rangle =\delta _{nk}}  (ortonormalità)
Supponiamo di inserire un potenziale nel sistema, e si consideri il caso in cui lo spettro dell'hamiltoniana sia non degenere, ossia tale che per ogni autovalore vi sia uno e un solo autostato. Il potenziale rappresenta una perturbazione di tipo additivo rispetto allo stato libero:
{\displaystyle H=H_{0}+\lambda V}
con λ reale positivo compreso tra 0 e 1.
Il problema degli autovalori diventa quindi:
{\displaystyle (H_{0}+\lambda V)|n\rangle =E_{n}|n\rangle }
introducendo la quantità Δn = En - En(0), si ottiene:
{\displaystyle \left(H_{0}+\lambda V\right)|n\rangle =\left(\Delta _{n}+E_{n}^{(0)}\right)|n\rangle }
che opportunamente riscritta diventa:
{\displaystyle \left(E_{n}^{(0)}-H_{0}\right)|n\rangle =\left(\lambda V-\Delta _{n}\right)|n\rangle }
A questo punto si pone il problema dell'invertibilità dell'operatore
{\displaystyle \left(E_{n}^{(0)}-H_{0}\right)}
il suo inverso avrà una singolarità sull'autostato |n0〉, mentre
{\displaystyle \left(\lambda V-\Delta _{n}\right)|n\rangle }
non presenta componenti lungo |n0〉 in quanto appartenente ad uno spazio ortogonale a quello di |n0〉. Formalmente questo fatto può essere espresso introducendo l'operatore Φn, che è un proiettore sullo spazio ortogonale ad |n0〉:
{\displaystyle \Phi _{n}=\sum _{k\neq n}|k^{(0)}\rangle \langle k^{(0)}|=1-|n^{(0)}\rangle \langle n^{(0)}|}
Con l'introduzione del proiettore, l'autostato diventa quindi:
{\displaystyle |n\rangle ={\frac {1}{\left(E_{n}^{(0)}-H_{0}\right)}}\Phi _{n}\left(\lambda V-\Delta _{n}\right)|n\rangle +|n^{(0)}\rangle }
dove è stato aggiunto il ket |n0〉 perché, se λ tende a zero, l'autostato dell'hamiltoniana perturbata deve tendere all'autostato libero. Ovviamente |n〉 andrà opportunamente normalizzato.
A questo punto è necessario calcolare la distanza (scostamento) tra lo stato imperturbato e quello perturbato. Innanzitutto si vede che:
{\displaystyle \Delta _{n}=\langle n^{(0)}\left|\lambda V\right|n\rangle }
poiché stiamo introducendo una perturbazione, il fattore λ sarà piccolo (prossimo allo zero) e quindi Δn può essere espresso attraverso una serie di potenze di λ, della quale interessano solo pochi termini
{\displaystyle \Delta _{n}=\lambda \Delta _{n}^{(1)}+\lambda ^{2}\Delta _{n}^{(2)}+...}
allo stesso modo per l'auto-ket:
{\displaystyle |n\rangle =|n^{(0)}\rangle +\lambda |n^{(1)}\rangle +\lambda ^{2}|n^{(2)}\rangle +...}
con il che si può scrivere finalmente:
{\displaystyle \lambda \Delta _{n}^{(1)}+\lambda ^{2}\Delta _{n}^{(2)}+...=\langle n^{(0)}|\lambda V\left\{|n^{(0)}\rangle +\lambda |n^{(1)}\rangle +\lambda ^{2}|n^{(2)}\rangle +...\right\}}
confrontando gli n ordini simili si ottengono altrettante relazioni, una per ciascun ordine:
{\displaystyle \Delta _{n}^{(i)}=\langle n^{(0)}|V|n^{(i-1)}\rangle }
Posto
{\displaystyle V_{kn}=\langle k^{(0)}|V|n^{(0)}\rangle }
le variazioni agli ordini successivi consentono di scrivere sia lo spostamento in energia tra i livelli, sia l'auto-ket
{\displaystyle \Delta _{n}=\lambda V_{nn}+\lambda ^{2}\sum _{k\neq n}{\frac {|V_{nk}|^{2}}{E_{n}^{(0)}-E_{k}^{(0)}}}+o\left(\lambda ^{2}\right)}
{\displaystyle |n\rangle =|n^{(0)}\rangle +\lambda \sum _{k\neq n}{\frac {V_{kn}}{E_{n}^{(0)}-E_{k}^{(0)}}}|k^{(0)}\rangle +o\left(\lambda \right)}
A questo punto, essendo Vii nullo e Vij non nullo, e ordinando i livelli in modo tale che Ei(0) > Ej(0), si ottiene che lo scostamento i-esimo è positivo e quello j-esimo negativo: quindi i livelli tendono ad allontanarsi.
{\displaystyle \Delta _{i}^{(2)}=\lambda ^{2}{\frac {|V_{ij}|^{2}}{E_{i}^{(0)}-E_{j}^{(0)}}}>0}
{\displaystyle \Delta _{j}^{(2)}=\lambda ^{2}{\frac {|V_{ij}|^{2}}{E_{j}^{(0)}-E_{i}^{(0)}}}<0}
Infine, nel caso dello stato fondamentale n, si può notare che la sua energia si abbassa sempre:
{\displaystyle \Delta _{n}^{(2)}=\lambda ^{2}\sum _{k\neq n}{\frac {|V_{nk}|^{2}}{E_{n}^{(0)}-E_{k}^{(0)}}}<0}

#### Dimostrazione alternativa[1]
Supponiamo al solito che l'hamiltoniano sia del tipo:
{\displaystyle (1)\qquad {\hat {H}}={\hat {H}}_{0}+{\hat {V}}}
dove {\displaystyle {\hat {H}}_{0}} è l'hamiltoniano imperturbato, cioè tale che:
{\displaystyle (2)\qquad {\hat {H}}_{0}\psi ^{(0)}=E^{(0)}\psi ^{(0)}}
in cui {\displaystyle \psi ^{(0)}} sono un insieme completo di autofunzioni dell'operatore imperturbato, e {\displaystyle {\hat {V}}} una perturbazione. Vogliamo trovare la soluzione dell'equazione di Schrödinger:
{\displaystyle (3)\qquad {\hat {H}}\Psi =({\hat {H}}_{0}+{\hat {V}})\Psi =E\Psi }
Supponiamo che lo spettro degli autovalori sia non degenere e supponiamo di avere sviluppato la nostra funzione d'onda:
{\displaystyle (4)\qquad \Psi =\sum _{m}c_{m}\psi _{m}^{(0)}}
Sostituiamo la (4) nella (3):
{\displaystyle \sum _{m}c_{m}\cdot (E_{m}^{(0)}+{\hat {V}})\psi _{m}^{(0)}=\sum _{m}c_{m}\cdot E\cdot \psi _{m}^{(0)}}
moltiplicando per {\displaystyle \psi _{k}^{(0)*}} otteniamo formalmente i coefficienti {\displaystyle c_{k}}:
{\displaystyle (E-E_{k}^{(0)})c_{k}=\sum _{m}c_{m}\int \psi _{k}^{(0)*}{\hat {V}}\psi _{m}^{(0)}=\sum _{m}V_{km}c_{m}}
Finora non abbiamo eseguito approssimazioni. Ora sviluppiamo i valori dell'energia e dei coefficienti in serie:
{\displaystyle E=E^{(0)}+E^{(1)}+E^{(2)}+\dots }
{\displaystyle c_{m}=c_{m}^{(0)}+c_{m}^{(1)}+c_{m}^{(2)}+\dots }
dove l'apice indica l'ordine di grandezza, (0) indica l'ordine di {\displaystyle {\hat {H}}_{0}}, (1) indica l'ordine di {\displaystyle {\hat {V}}} e così via. Imponiamo le due condizioni:
{\displaystyle c_{n}^{(0)}=1\,\,\,\,\,c_{m}^{(0)}=0\,\,\,\,m\neq n}.
La prima approssimazione è data da {\displaystyle E=E^{(0)}+E^{(1)}}, ponendo {\displaystyle k=n}:
{\displaystyle E_{k}^{(1)}=\int \psi _{n}^{(0)*}{\hat {V}}\psi _{n}^{(0)}=V_{nn}\,\,\,\,k=n}
{\displaystyle c_{k}^{(1)}={\frac {V_{kn}}{E_{n}^{(0)}-E_{k}^{(0)}}}\,\,\,\,k\neq n}
per normalizzare {\displaystyle \psi =\psi _{n}^{(0)}+\psi _{n}^{(1)}} occorre porre {\displaystyle c_{n}^{(1)}=0} così:
{\displaystyle \psi _{n}^{(1)}=\sum _{m}{\frac {V_{mn}}{E_{n}^{(0)}-E_{m}^{(0)}}}\psi _{m}^{(0)}}
dove nella sommatoria non va considerata la somma per {\displaystyle m=n}. Questa prima approssimazione fornisce anche la condizione di approssimazione, cioè deve essere:
{\displaystyle |V_{mn}|\ll |E_{n}^{(0)}-E_{m}^{(0)}|}
Determiniamo la seconda approssimazione:
{\displaystyle E=E^{(0)}+E^{(1)}+E^{(2)}\ }
{\displaystyle c_{m}=c_{m}^{(0)}+c_{m}^{(1)}+c_{m}^{(2)}}
allora:
{\displaystyle E_{n}^{(2)}=\sum _{m}{\frac {|V_{mn}|^{2}}{E_{n}^{(0)}-E_{m}^{(0)}}}\,\,\,\,m\neq n}

### Spettro degenere
Nel caso in cui lo spettro sia degenere si ha che ad un valore dell'energia corrispondono più autovettori, ovvero un autospazio di dimensione superiore a 1:
{\displaystyle H_{0}|m^{(0)}\rangle =E_{D}^{(0)}|m^{(0)}\rangle \qquad \forall |m^{(0)}\rangle }
con {\displaystyle |m^{(0)}\rangle } il sistema di autovettori con autovalore ED(0).
In questo caso la procedura poc'anzi descritta perde la sua validità e non riesce a descrivere correttamente il sistema.
Si supponga che Vm m' = 0, con
{\displaystyle |m^{(0)}\rangle ,|m'^{(0)}\rangle \in \left\{E_{D}^{(0)}\right\}}
A questo punto si passa dalla base {\displaystyle |m^{(0)}\rangle } a quella {\displaystyle |l^{(0)}\rangle }, tale che:
{\displaystyle V|l^{(0)}\rangle =\lambda _{l}|l^{(0)}\rangle }
{\displaystyle V_{ll'}=0,{\mbox{ se }}l\neq l'}
Quindi, affinché la prima condizione sia valida, deve verificarsi che:
{\displaystyle \langle m^{(0)}|V|l^{(0)}\rangle =\lambda _{l}\langle m^{(0)}|l^{(0)}\rangle }
Inserendo la completezza nel termine di destra si ottiene alla fine:
{\displaystyle \,V_{mm'}l_{m'}=\lambda _{l}l_{m}}
La perturbazione sarà rappresentabile da una matrice diagonale, quindi in caso di degenerazione ci si può limitare a studiare il comportamento per un multipletto degenere: si costruisce la matrice Vm m', la si diagonalizza e si trovano gli autostati corrispondenti. Questi saranno una nuova base per rappresentare V, che sarà così una matrice diagonale con gli autovalori λ1, ..., λg come elementi della diagonale, i quali sono anche il rango minimo per la Δl.
A questo punto si potrà procedere come nel caso non degenere, utilizzando l'accortezza di sommare sui k che non appartengono alla degenerazione ED(0).

## Teoria delle perturbazioni dipendenti dal tempo
Perturbazioni dipendenti dal tempo possono essere trattate con la tecnica della serie di Dyson. Partendo dall'Equazione di Schrödinger:
{\displaystyle H(t)|\psi (t)\rangle =i\hbar {\frac {\partial |\psi (t)\rangle }{\partial t}}}
questa ammette una soluzione nella forma
{\displaystyle |\psi (t)\rangle =T\exp {\left[-{\frac {i}{\hbar }}\int _{t_{0}}^{t}dt'H(t')\right]}|\psi (t_{0})\rangle }
essendo {\displaystyle \,T} l'operatore di ordinamento temporale tale che
{\displaystyle \,TA(t_{1})A(t_{2})=A(t_{1})A(t_{2})}
se {\displaystyle \,t_{1}>t_{2}} e
{\displaystyle \,TA(t_{1})A(t_{2})=A(t_{2})A(t_{1})}
se {\displaystyle \,t_{2}>t_{1}} cosicché l'esponenziale rappresenti la serie di Dyson
{\displaystyle |\psi (t)\rangle =\left[1-{\frac {i}{\hbar }}\int _{t_{0}}^{t}dt_{1}H(t_{1})-{\frac {1}{\hbar ^{2}}}\int _{t_{0}}^{t}dt_{1}\int _{t_{0}}^{t_{1}}dt_{2}H(t_{1})H(t_{2})+\ldots \right]|\psi (t_{0})\rangle }.
Consideriamo ora il seguente problema perturbativo
{\displaystyle [H_{0}+\lambda V(t)]|\psi (t)\rangle =i\hbar {\frac {\partial |\psi (t)\rangle }{\partial t}}}
e assumiamo che il parametro {\displaystyle \lambda } sia piccolo e di sapere risolvere il problema {\displaystyle H_{0}|n\rangle =E_{n}|n\rangle }.

Operiamo la trasformazione unitaria passando alla cosiddetta rappresentazione di interazione o rappresentazione di Dirac:
{\displaystyle |\psi (t)\rangle =e^{-{\frac {i}{\hbar }}H_{0}(t-t_{0})}|\psi _{I}(t)\rangle }
cosicché l'Equazione di Schrödinger diviene
{\displaystyle \lambda e^{{\frac {i}{\hbar }}H_{0}(t-t_{0})}V(t)e^{-{\frac {i}{\hbar }}H_{0}(t-t_{0})}|\psi _{I}(t)\rangle =i\hbar {\frac {\partial |\psi _{I}(t)\rangle }{\partial t}}}
che può essere risolta con la sopracitata serie di Dyson
{\displaystyle |\psi _{I}(t)\rangle =\left[1-{\frac {i\lambda }{\hbar }}\int _{t_{0}}^{t}dt_{1}e^{{\frac {i}{\hbar }}H_{0}(t_{1}-t_{0})}V(t_{1})e^{-{\frac {i}{\hbar }}H_{0}(t_{1}-t_{0})}\right.}
{\displaystyle \left.-{\frac {\lambda ^{2}}{\hbar ^{2}}}\int _{t_{0}}^{t}dt_{1}\int _{t_{0}}^{t_{1}}dt_{2}e^{{\frac {i}{\hbar }}H_{0}(t_{1}-t_{0})}V(t_{1})e^{-{\frac {i}{\hbar }}H_{0}(t_{1}-t_{0})}e^{{\frac {i}{\hbar }}H_{0}(t_{2}-t_{0})}V(t_{2})e^{-{\frac {i}{\hbar }}H_{0}(t_{2}-t_{0})}+\ldots \right]|\psi (t_{0})\rangle }
che una è serie perturbativa a {\displaystyle \lambda } piccolo.

Utilizzando le soluzioni del problema non perturbato {\displaystyle H_{0}|n\rangle =E_{n}|n\rangle } e {\displaystyle \sum _{n}|n\rangle \langle n|=1} (possiamo assumere, per esemplificare, uno spettro puramente discreto), avremo fermandoci al primo ordine
{\displaystyle |\psi _{I}(t)\rangle =\left[1-{\frac {i\lambda }{\hbar }}\sum _{m}\sum _{m}\int _{t_{0}}^{t}dt_{1}\langle m|V(t_{1})|n\rangle e^{-{\frac {i}{\hbar }}(E_{n}-E_{m})(t_{1}-t_{0})}|m\rangle \langle n|+\ldots \right]|\psi (t_{0})\rangle }.
Perciò, se il sistema si trovava inizialmente nello stato del problema imperturbato {\displaystyle |\alpha \rangle =|\psi (t_{0})\rangle }, l'ampiezza di probabilità che per effetto della perturbazione si vada a trovare nello stato del sistema imperturbato {\displaystyle |\beta \rangle } al primo ordine sarà data da
{\displaystyle A_{\alpha \beta }=-{\frac {i\lambda }{\hbar }}\int _{t_{0}}^{t}dt_{1}\langle \beta |V(t_{1})|\alpha \rangle e^{-{\frac {i}{\hbar }}(E_{\alpha }-E_{\beta })(t_{1}-t_{0})}}
e la probabilità di transizione per unità di tempo sarà data dalla Regola aurea di Fermi.
La teoria delle perturbazioni indipendenti dal tempo può essere derivata dalla teoria delle perturbazioni dipendenti dal tempo.

Per questo scopo scriviamo l'operatore di evoluzione cronologica ottenuto con la serie di Dyson come
{\displaystyle U(t)=1-{\frac {i\lambda }{\hbar }}\int _{t_{0}}^{t}dt_{1}e^{{\frac {i}{\hbar }}H_{0}(t_{1}-t_{0})}V(t_{1})e^{-{\frac {i}{\hbar }}H_{0}(t_{1}-t_{0})}+}
{\displaystyle -{\frac {\lambda ^{2}}{\hbar ^{2}}}\int _{t_{0}}^{t}dt_{1}\int _{t_{0}}^{t_{1}}dt_{2}e^{{\frac {i}{\hbar }}H_{0}(t_{1}-t_{0})}V(t_{1})e^{-{\frac {i}{\hbar }}H_{0}(t_{1}-t_{0})}e^{{\frac {i}{\hbar }}H_{0}(t_{2}-t_{0})}V(t_{2})e^{-{\frac {i}{\hbar }}H_{0}(t_{2}-t_{0})}+\ldots }
e assumiamo che la perturbazione {\displaystyle V} sia indipendente dal tempo. Utilizziamo l'identità
{\displaystyle \sum _{n}|n\rangle \langle n|=1}
dove {\displaystyle H_{0}|n\rangle =E_{n}|n\rangle } assumendo per semplicità che lo spettro sia puramente discreto, è possibile riscrivere l'operatore di evoluzione temporale come
{\displaystyle U(t)=1-{\frac {i\lambda }{\hbar }}\int _{t_{0}}^{t}dt_{1}\sum _{m}\sum _{n}\langle m|V|n\rangle e^{-{\frac {i}{\hbar }}(E_{n}-E_{m})(t_{1}-t_{0})}|m\rangle \langle n|}
{\displaystyle -{\frac {\lambda ^{2}}{\hbar ^{2}}}\int _{t_{0}}^{t}dt_{1}\int _{t_{0}}^{t_{1}}dt_{2}\sum _{m}\sum _{n}\sum _{q}e^{-{\frac {i}{\hbar }}(E_{n}-E_{m})(t_{1}-t_{0})}\langle m|V|n\rangle \langle n|V|q\rangle e^{-{\frac {i}{\hbar }}(E_{q}-E_{n})(t_{2}-t_{0})}|m\rangle \langle q|+\ldots }
da cui si vede che, al secondo ordine, occorre sommare su tutti gli stati intermedi. Assumiamo ora {\displaystyle t_{0}=0} e il limite asintotico a tempi grandi. Questo comporta che, per ogni contributo della serie perturbativa, dovremo aggiungere un fattore moltiplicativo {\displaystyle e^{-\epsilon t}} nell'integrando cosicché, nel limite {\displaystyle t\rightarrow \infty }, noi possiamo ritrovare lo stato finale del sistema eliminando tutti i termini oscillanti ma conservando quelli secolari. {\displaystyle \epsilon } deve essere scelto arbitrariamente piccolo. In questo modo possiamo eseguire gli integrali e, separando i termini diagonali dagli altri, otteniamo
{\displaystyle U(t)=1-{\frac {i\lambda }{\hbar }}\sum _{n}\langle n|V|n\rangle t-{\frac {i\lambda ^{2}}{\hbar }}\sum _{m\neq n}{\frac {\langle n|V|m\rangle \langle m|V|n\rangle }{E_{n}-E_{m}}}t-{\frac {1}{2}}{\frac {\lambda ^{2}}{\hbar ^{2}}}\sum _{m,n}\langle n|V|m\rangle \langle m|V|n\rangle t^{2}+\ldots }
{\displaystyle +\lambda \sum _{m\neq n}{\frac {\langle m|V|n\rangle }{E_{n}-E_{m}}}|m\rangle \langle n|}
{\displaystyle +\lambda ^{2}\sum _{m\neq n}\sum _{q\neq n}\sum _{n}{\frac {\langle m|V|n\rangle \langle n|V|q\rangle }{(E_{n}-E_{m})(E_{q}-E_{n})}}|m\rangle \langle q|+\ldots }
dove la serie secolare nel tempo produce la serie relativa agli autovalori del problema perturbato e la parte restante dà la correzione alle autofunzioni. L'operatore di evoluzione cronologica viene applicato ad uno autostato qualsiasi del problema non perturbato e nel caso in questione la serie perturbativa produce una serie secolare, ossia valida a tempi piccoli.

## Teoria delle perturbazioni forti
In maniera del tutta analoga al caso delle piccole perturbazioni, è possibile sviluppare una teoria delle perturbazioni forti. Si consideri l'Equazione di Schrödinger:
{\displaystyle H(t)|\psi (t)\rangle =i\hbar {\frac {\partial |\psi (t)\rangle }{\partial t}}}
La serie adiabatica è una serie di Dyson duale a quella del caso precedente che si applica nel limite in cui una perturbazione diviene infinitamente grande. L'approccio è generale e può essere esemplificato nel modo seguente. Si consideri il problema perturbativo:
{\displaystyle [H_{0}+\lambda V(t)]|\psi (t)\rangle =i\hbar {\frac {\partial |\psi (t)\rangle }{\partial t}}}
con {\displaystyle \lambda \rightarrow \infty }. Il nostro scopo è di trovare una soluzione del tipo
{\displaystyle |\psi \rangle =|\psi _{0}\rangle +{\frac {1}{\lambda }}|\psi _{1}\rangle +{\frac {1}{\lambda ^{2}}}|\psi _{2}\rangle +\ldots }
ma una sostituzione diretta nell'equazione considerata non produce risultati utili. La situazione può essere accomodata effettuando un riscalamento della variabile tempo come {\displaystyle \tau =\lambda t} e questo produce la serie di equazioni perturbative
{\displaystyle V(t)|\psi _{0}\rangle =i\hbar {\frac {\partial |\psi _{0}\rangle }{\partial \tau }}}
{\displaystyle V(t)|\psi _{1}\rangle +H_{0}|\psi _{0}\rangle =i\hbar {\frac {\partial |\psi _{1}\rangle }{\partial \tau }}}
{\displaystyle \vdots }
che si risolve conoscendo la soluzione dell'equazione all'ordine principale. Ma già abbiamo visto che per questa possiamo utilizzare l'approssimazione adiabatica. Nel caso particolare in cui {\displaystyle V(t)} non dipenda dal tempo si ha la serie di Wigner-Kirkwood spesso utilizzata in meccanica statistica. In questo caso infatti, possiamo introdurre una trasformazione unitaria come
{\displaystyle |\psi (t)\rangle =e^{-{\frac {i}{\hbar }}\lambda V(t-t_{0})}|\psi _{F}(t)\rangle }
che definisce una rappresentazione libera, poiché stiamo cercando di eliminare il termine di interazione. A questo punto, in modo duale al caso delle piccole perturbazioni, dobbiamo risolvere l'equazione di Schrödinger
{\displaystyle e^{{\frac {i}{\hbar }}\lambda V(t-t_{0})}H_{0}e^{-{\frac {i}{\hbar }}\lambda V(t-t_{0})}|\psi _{F}(t)\rangle =i\hbar {\frac {\partial |\psi _{F}(t)\rangle }{\partial t}}}
in cui vediamo che il parametro di espansione {\displaystyle \lambda } compare solo nell'esponenziale e dunque, la corrispondente serie di Dyson, una serie di Dyson duale, è significativa per grandi valori di {\displaystyle \lambda } ed è
{\displaystyle |\psi _{F}(t)\rangle =\left[1-{\frac {i}{\hbar }}\int _{t_{0}}^{t}dt_{1}e^{{\frac {i}{\hbar }}\lambda V(t_{1}-t_{0})}H_{0}e^{-{\frac {i}{\hbar }}\lambda V(t_{1}-t_{0})}\right.}
{\displaystyle \left.-{\frac {1}{\hbar ^{2}}}\int _{t_{0}}^{t}dt_{1}\int _{t_{0}}^{t_{1}}dt_{2}e^{{\frac {i}{\hbar }}\lambda V(t_{1}-t_{0})}H_{0}e^{-{\frac {i}{\hbar }}\lambda V(t_{1}-t_{0})}e^{{\frac {i}{\hbar }}\lambda V(t_{2}-t_{0})}H_{0}e^{-{\frac {i}{\hbar }}\lambda V(t_{2}-t_{0})}+\ldots \right]|\psi (t_{0})\rangle }
che, dopo il cambiamento di scala nel tempo {\displaystyle \tau =\lambda t} scopriamo essere una serie in {\displaystyle 1/\lambda } giustificando il nome di serie duale di Dyson. Tale serie si è infatti ottenuta semplicemente cambiando la scelta della perturbazione scambiando {\displaystyle H_{0}} con {\displaystyle V}. Questo principio è detto principio di dualità in teoria delle perturbazioni. La scelta {\displaystyle H_{0}=p^{2}/2m} produce, come detto, una serie di Wigner-Kirkwood, che è una serie di gradiente. La serie di Wigner-Kirkwood è una serie semiclassica con gli autovalori determinati allo stesso modo che per l'approssimazione WKB.